# 伊格拉德列雷纳
伊格拉德列雷纳，是西班牙埃斯特雷马杜拉巴达霍斯省的一个市镇。总面积113平方公里，总人口429人（2001年），人口密度4人/平方公里。